# 酔月斎栄雅
酔月斎 栄雅（すいげつさい えいが、生没年不詳）とは、江戸時代の浮世絵師。

## 来歴
鳥文斎栄之の門人。作画期は寛政から文化のはじめ頃にかけてで、肉筆画の作が知られる。俗名は不明だが、「寿老の髭剃り図」には「酔月斎栄雅筆」の落款の下に「藤原」の白文方印が捺されており、本姓を「藤原」と称した可能性がある。

## 作品
- 「寿老の髭剃り図」　絹本着色　東京国立博物館所蔵
- 「立美人図」　絹本着色　摘水軒記念文化振興財団所蔵